# Cocos nucifera
Cocos nucifera llamado comúnmente cocotero es una especie de palmera de la familia Arecaceae. Es monotípica, y su única especie es Cocos nucifera. Este género tuvo muchas especies que se fueron independizando de él, algunas hacia el género Syagrus. Taxonómicamente hablando, las especies más próximas son Jubaeopsis caffra de Sudáfrica y Voanioala gerardii de Madagascar. El árbol es cultivado desde hace siglos como planta ornamental, maderable y por su fruto, el coco, del cual se consumen su pulpa y jugo, y del que se fabrican jabones, aceites y otros productos.

## Descripción

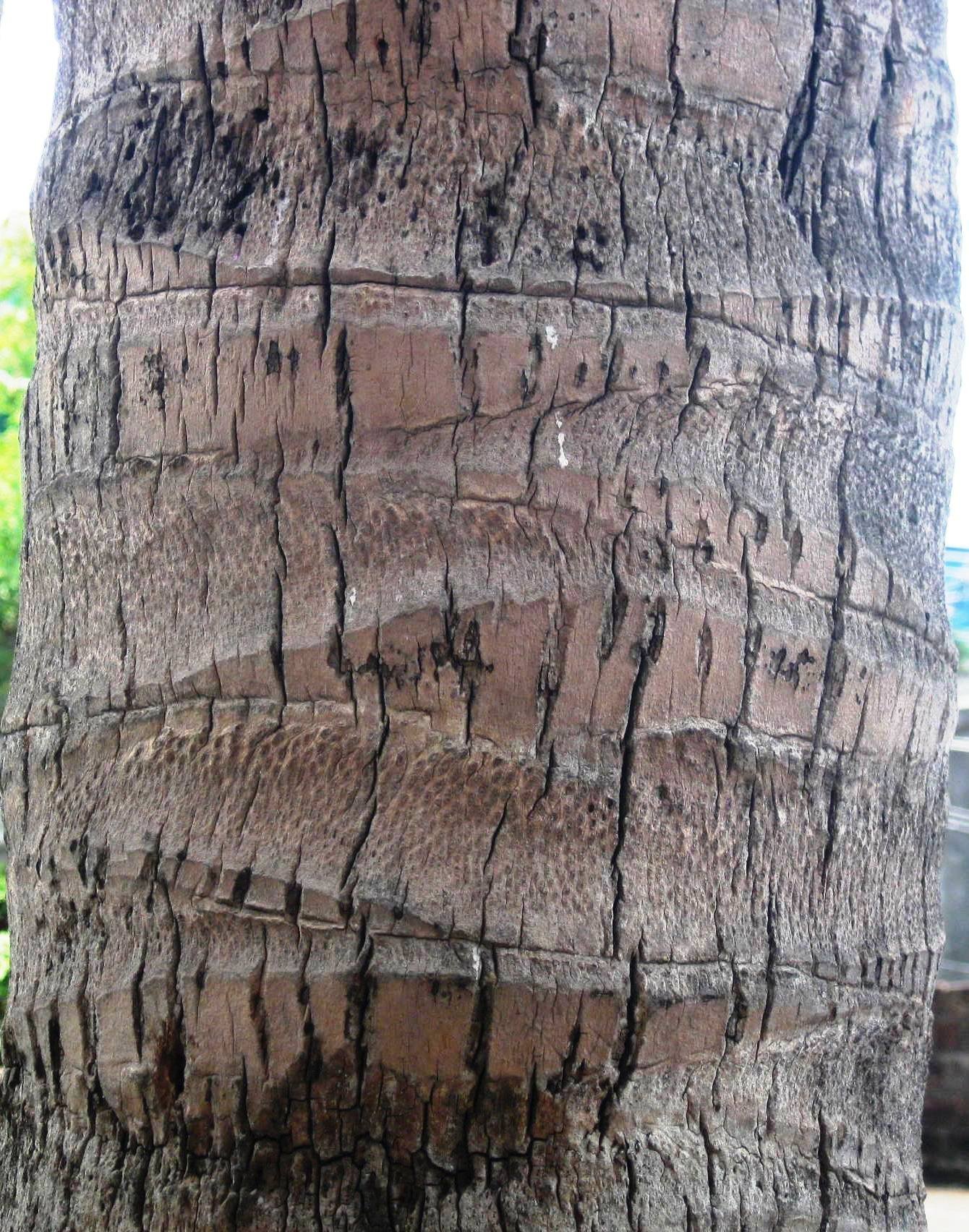
Tronco de coco

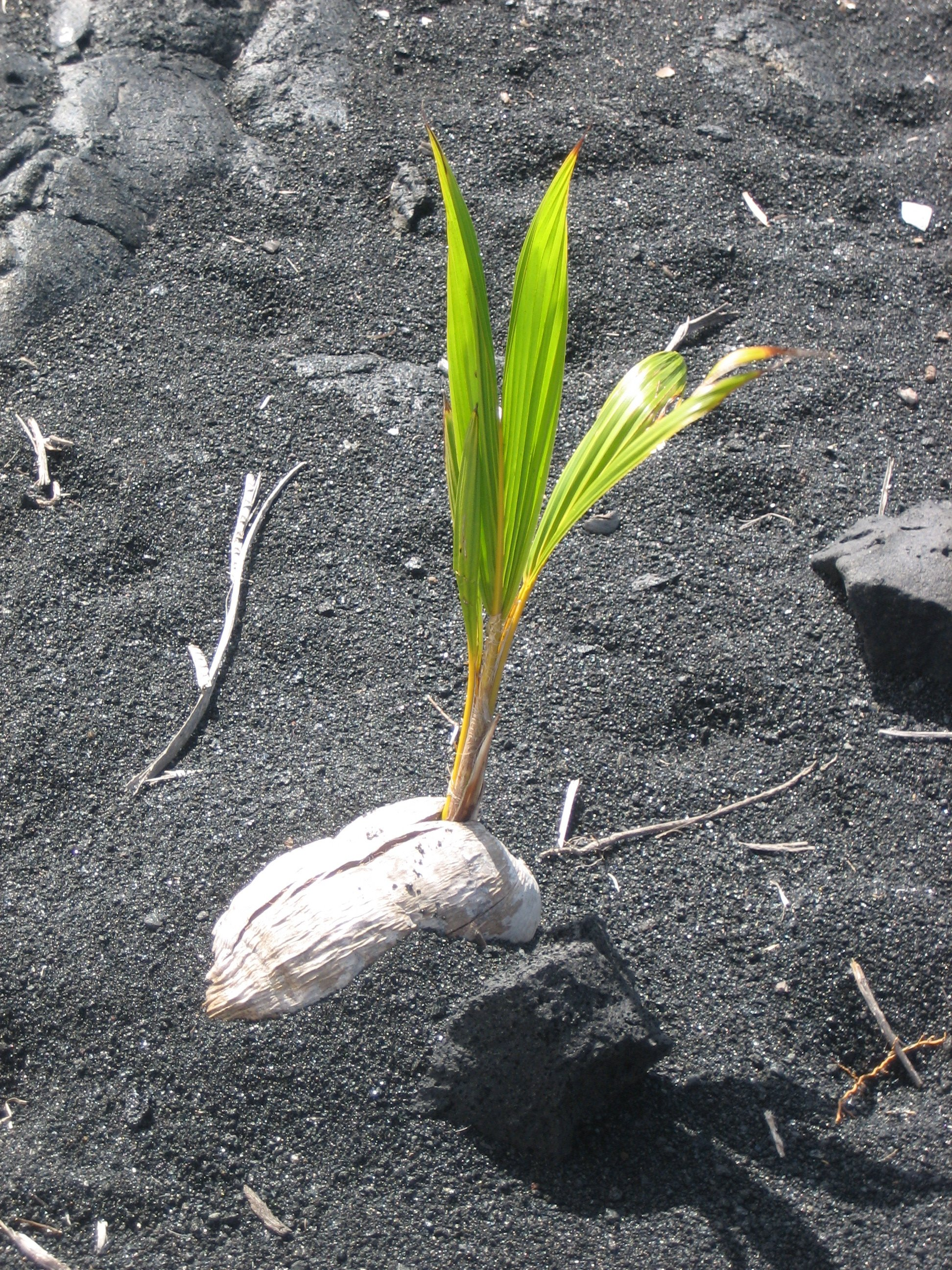
Cocotero germinando.

Es una palmera que crece hasta 30 metros de altura con tronco de color gris a marrón, con cicatrices que dejan las hojas viejas al desprenderse. Las hojas de color verde amarillento pinnadas de 4 a 6 metros de largo. Raíces fibrosas, largas, delgadas y fasciculadas.
Inflorescencia de 1 metro de largo, las flores agrupadas en panículas de color amarillo son poligamomonoecias, con las flores masculinas y femeninas en la misma inflorescencia. El florecimiento ocurre continuamente, con las flores femeninas produciendo las semillas.
La fruta desde el punto de vista botánico es una drupa, no una nuez, es de color verde o amarilla y marrón al madurar de forma ovoide de unos 25 cm de longitud y puede pesar 2,5 kilos, mesocarpio marrón fibroso y endocarpio leñoso de color marrón con tres hoyos. Una sola semilla unida al endocarpio, pulpa blanca y líquido comestible. Una palmera de coco puede producir hasta 75 frutos por año, pero con mayor frecuencia produce menos de 30, tardan 5 o 6 meses en crecer a su máximo tamaño y maduran a los 10 o 13 meses.
El cocotero es una sola especie con múltiples variedades, diferenciadas básicamente por el color del fruto (amarillo o verde) y las plantas sólo presentan diferencias en el tallo. El rasgo común y característico de todas ellas es el sabor de fruto, cuyas características son que es agradable, dulce, carnoso y jugoso. Planta de crecimiento rápido que se propaga por semillas, es polinizada por el viento e insectos, florece y fructifica generalmente durante todo el año.

## Distribución y hábitat
El origen de esta planta es muy incierto, discutiéndose si es originaria de las costas tropicales del indo-pacífico o de las americanas. Algunos estudios genéticos modernos han identificado el origen de los cocos en el Indo-Pacífico central, su cultivo y propagación estaba estrechamente vinculado a las primeras migraciones de los pueblos austronesios que llevaban cocos en sus viajes.
Debido a la similitud Genética de los cocos en las Américas con los cocos en Filipinas, y no con otras poblaciones de coco cercanas, sugiere que los cocos no se introdujeron naturalmente en América por las corrientes marinas, algunos investigadores concluyeron que fueron traídos por los primeros marineros austronesios a las Américas y puede ser una prueba de contacto precolombino entre las culturas austronesias y las culturas sudamericanas .
Sea cual sea su origen, hoy se encuentra distribuido por las costas intertropicales de todo el mundo, y es probable que su extensión se haya debido a la gran resistencia de su semilla, adaptada a ser diseminada a gran distancia por las corrientes marinas. No es inusual encontrar cocos que han llegado así a costas muy alejadas de sus poblaciones y que conservan aún su capacidad de germinar si se les proporcionan las condiciones adecuadas.
La planta puede encontrarse en la orilla de playas tropicales arenosas del mar Caribe, océano Índico y Pacífico. Cultivada se da en otras zonas de clima caliente entre una altura de 0 y 2000 m.s.n.m. Normalmente pueden crecer desde el ecuador hasta los paralelos 28 de ambos hemisferios, con algunas excepciones como las Islas Bermudas y Madeira en el paralelo 32, o Islas Kermadec, entre los paralelos 29 y 31.
Necesita para crecer y fructificar temperaturas altas, fotoperíodo estable, suelos ligeros y humedad ambiental alta, condiciones que se dan en las costas de la zona intertropical. Soporta suelos con salinidad elevada, lo que le permite crecer donde otras plantas no pueden, evitando de este modo la competencia interespecífica. No necesita unas precipitaciones medias elevadas, pues crece en zonas donde la pluviosidad es de 750 milímetros anuales. No le afectan los vientos fuertes, que además ayudan a la polinización y fecundación de sus flores. 
La planta no tolera el frío, la altitud ni los suelos compactos, y la baja humedad ambiental limita su crecimiento en algunas áreas cálidas donde aparentemente podría crecer: las costas mediterráneas meridionales, las costas del norte de Chile y el sur de Perú, etc. En cambio sí puede crecer en zonas subtropicales como el norte de Argentina, Hawái, Canarias o el sur de Florida donde la humedad relativa es elevada y las temperaturas no suelen bajar de los 13 °C.

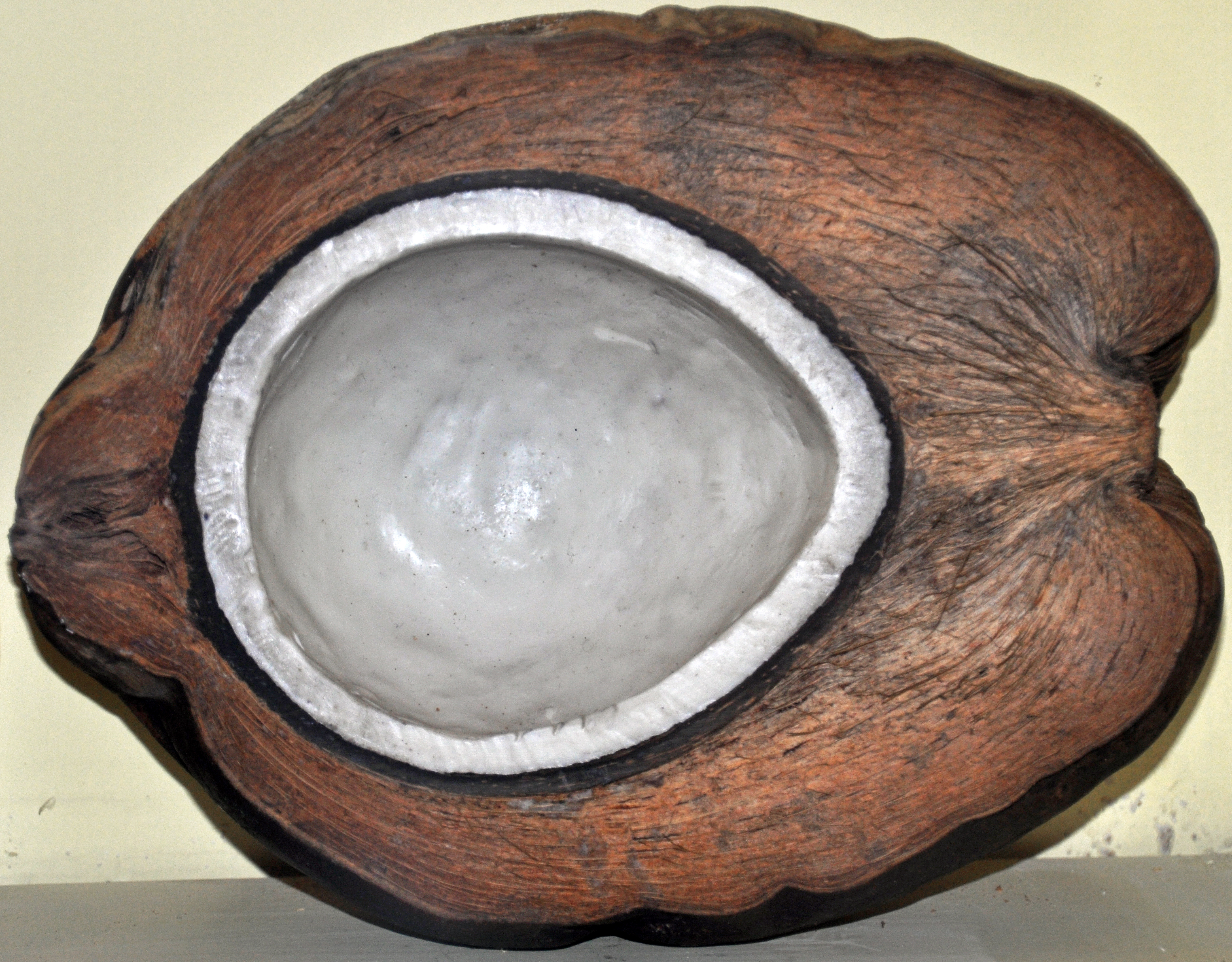
Sección transversal del coco

## Ecología
Los cocos son susceptibles a la enfermedad fitoplasma, amarillamiento letal. La palma de coco es dañada por las larvas de muchas especies de lepidópteros que se alimentan de ella, incluido Spodoptera exima, Batrachedra spp. y B. nuciferae. Brontista longissima se alimenta de hojas jóvenes y daña tanto las plántulas como las palmas de cocotero maduras.

## Taxonomía

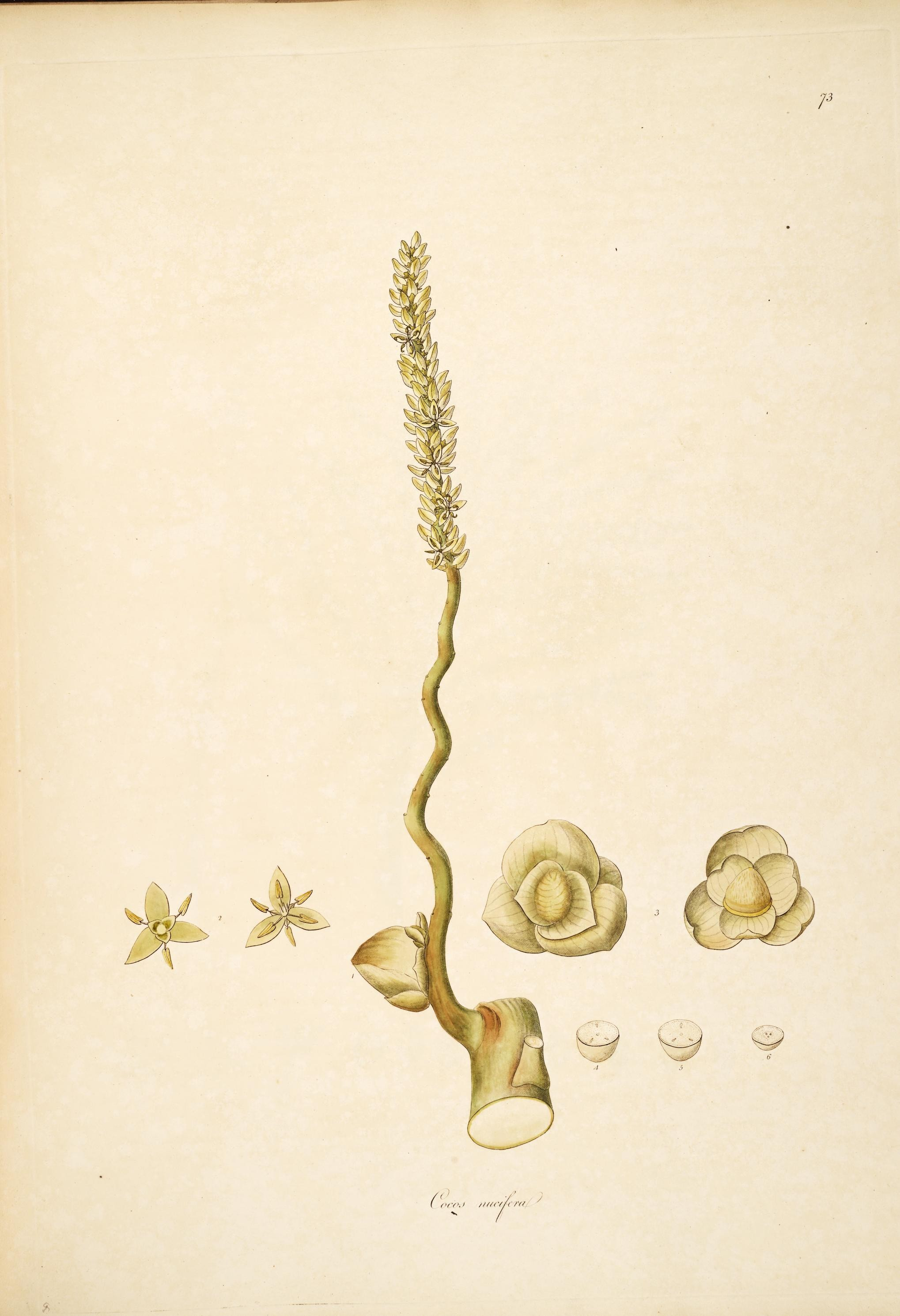
Ilustración de 1795

Cocos nucifera fue descrita por Carlos Linneo y publicado en 1753.

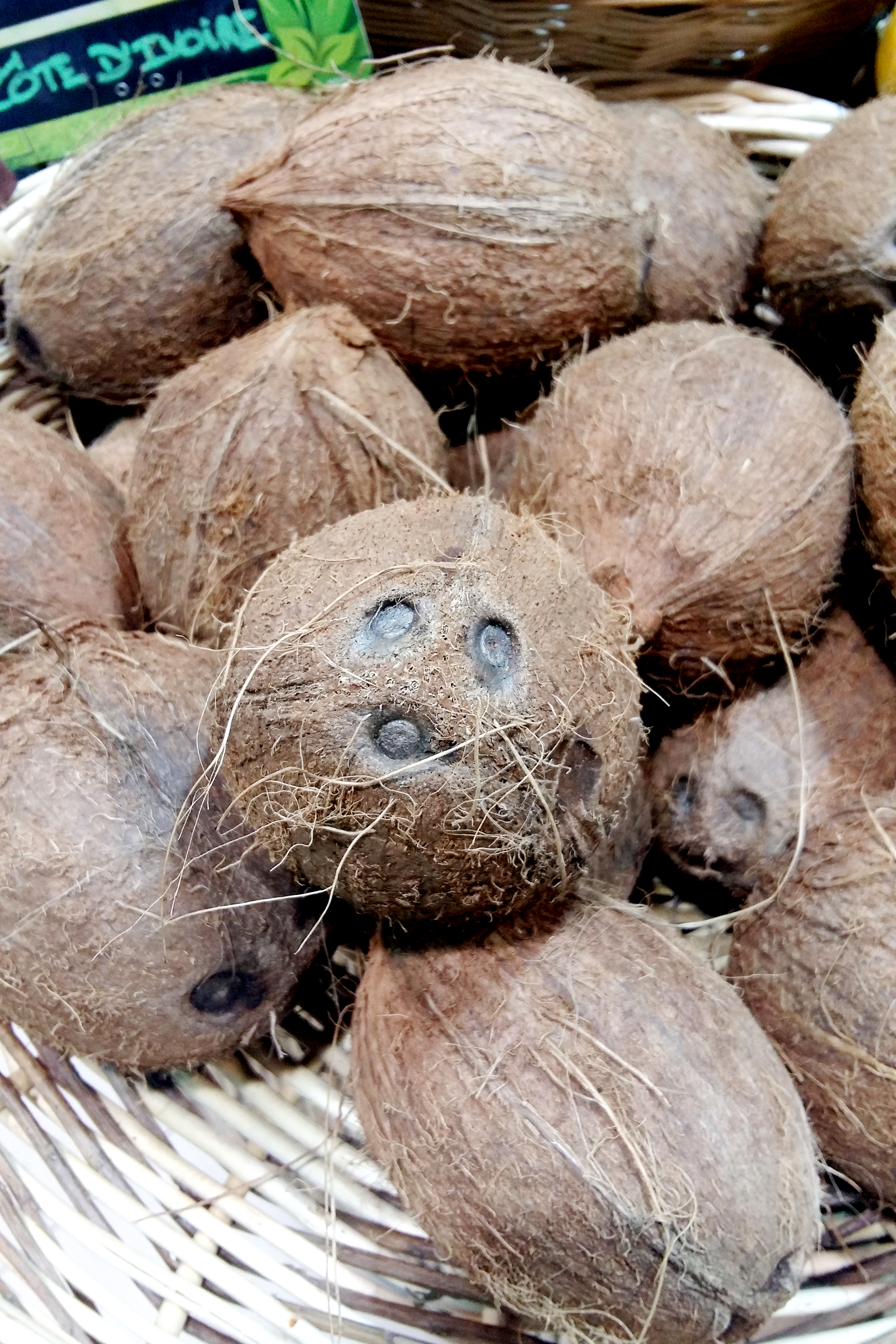
Nuez de coco con marcas que se asemejan a un rostro.

### Etimología

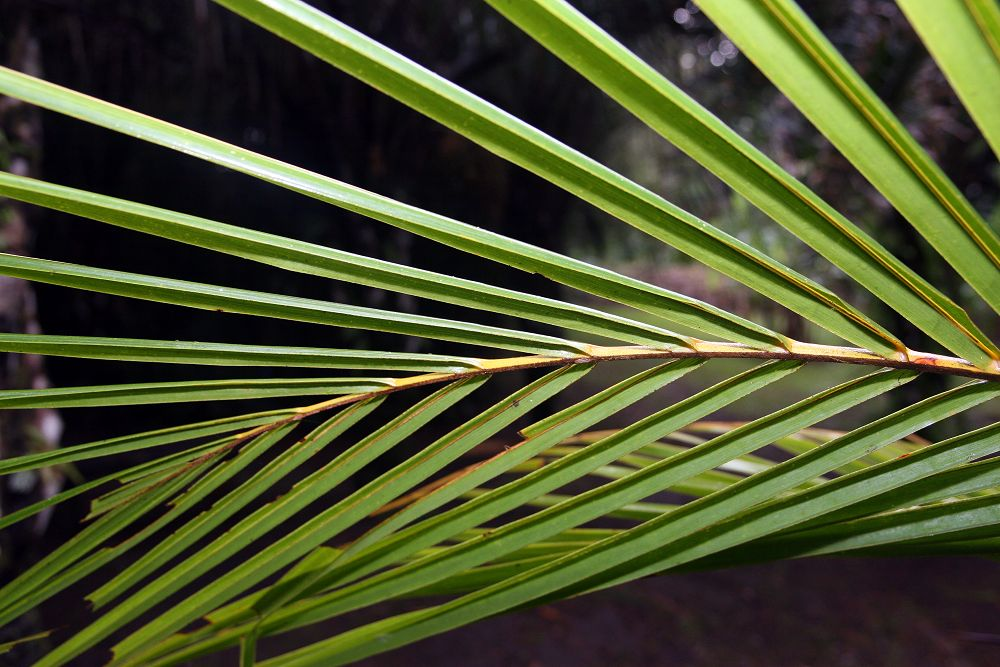
Hojas

El nombre le fue dado por los navegantes portugueses durante el primer viaje de Vasco da Gama a India, quienes trajeron por primera vez el coco a Europa. Según Losada, los marineros le dieron el nombre por la semejanza entre la cara que parece tener la nuez —dos ojos y una boca abierta— y el monstruo côco, coca o cuca en el folclore portugués, y coco, cuco o cucuy en el español. Aparentemente el nombre «coco» vino de los encuentros en 1521 entre los marineros portugueses y los habitantes de las costas del Índico, porque ningún nombre similar se encuentra en cualquiera de las lenguas de la zona, en donde los portugueses encontraron el fruto; de hecho Barbosa, Barros y García, al mencionar el nombre en las lenguas tamil-malayalam y canarés, se denomina temga y narle, respectivamente. Dicen claramente, «les llamamos a esos frutos quoquos», «nuestra gente les dio el nombre de coco» y «al que nosotros llamamos coco y los de Malabar temga».[cita requerida]

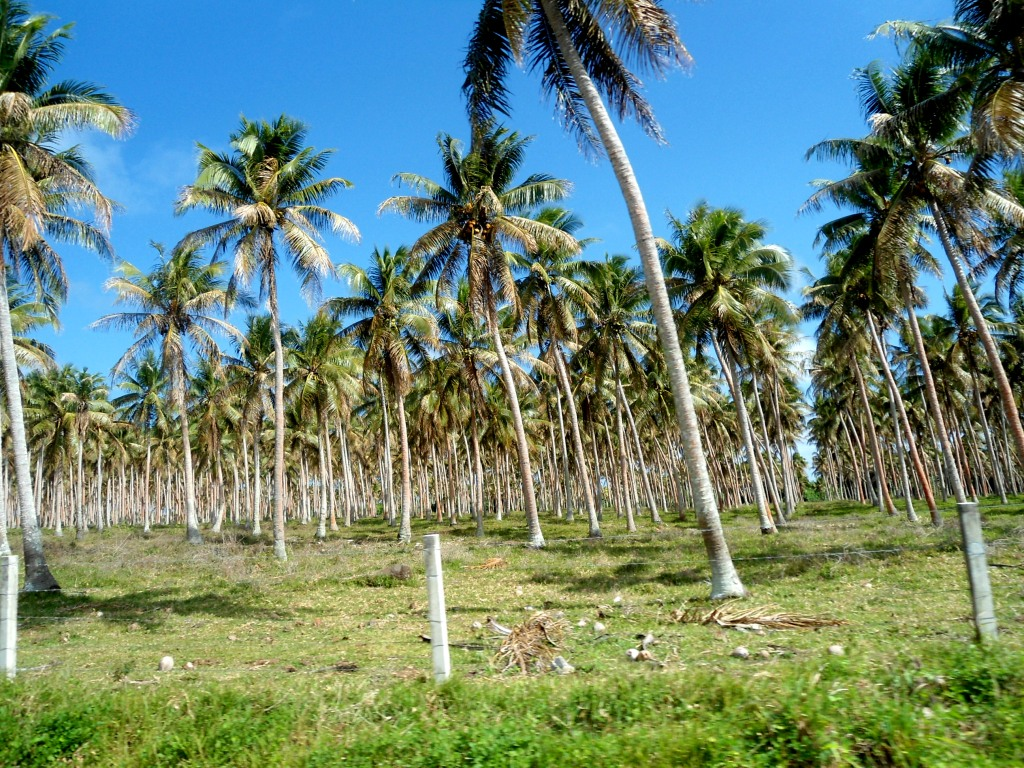
Plantación

nucifera proviene del latín y significa portador de nueces.
Sinonimia

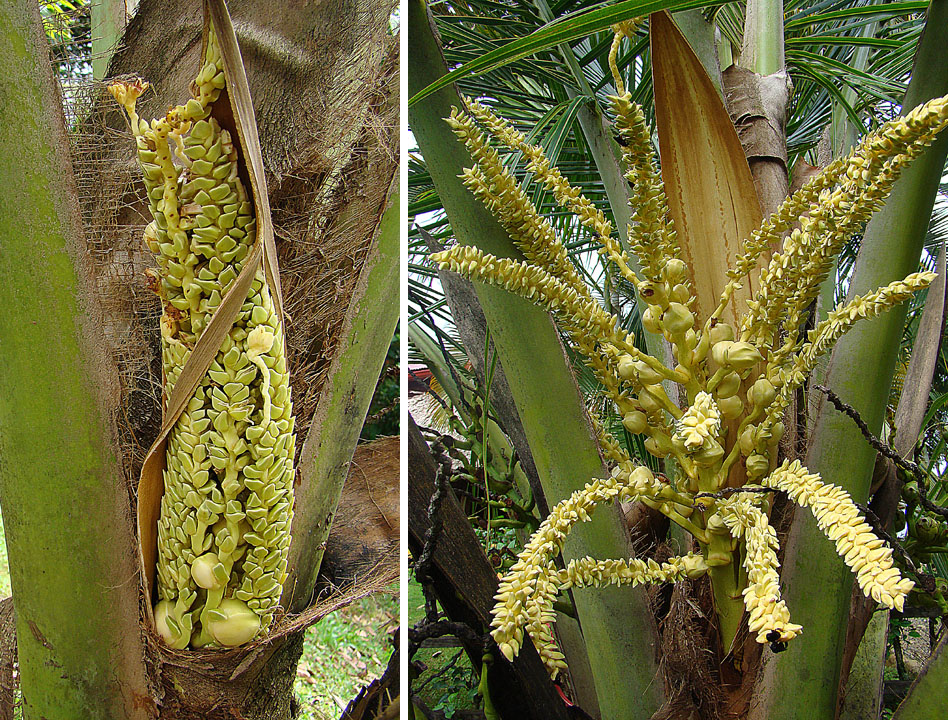
Inflorescencia

Los siguientes nombres se consideran sinónimos de Cocos nucifera:
- Palma cocos Mill. (1768), nom. illeg.
- Calappa nucifera (L.) Kuntze (1891).

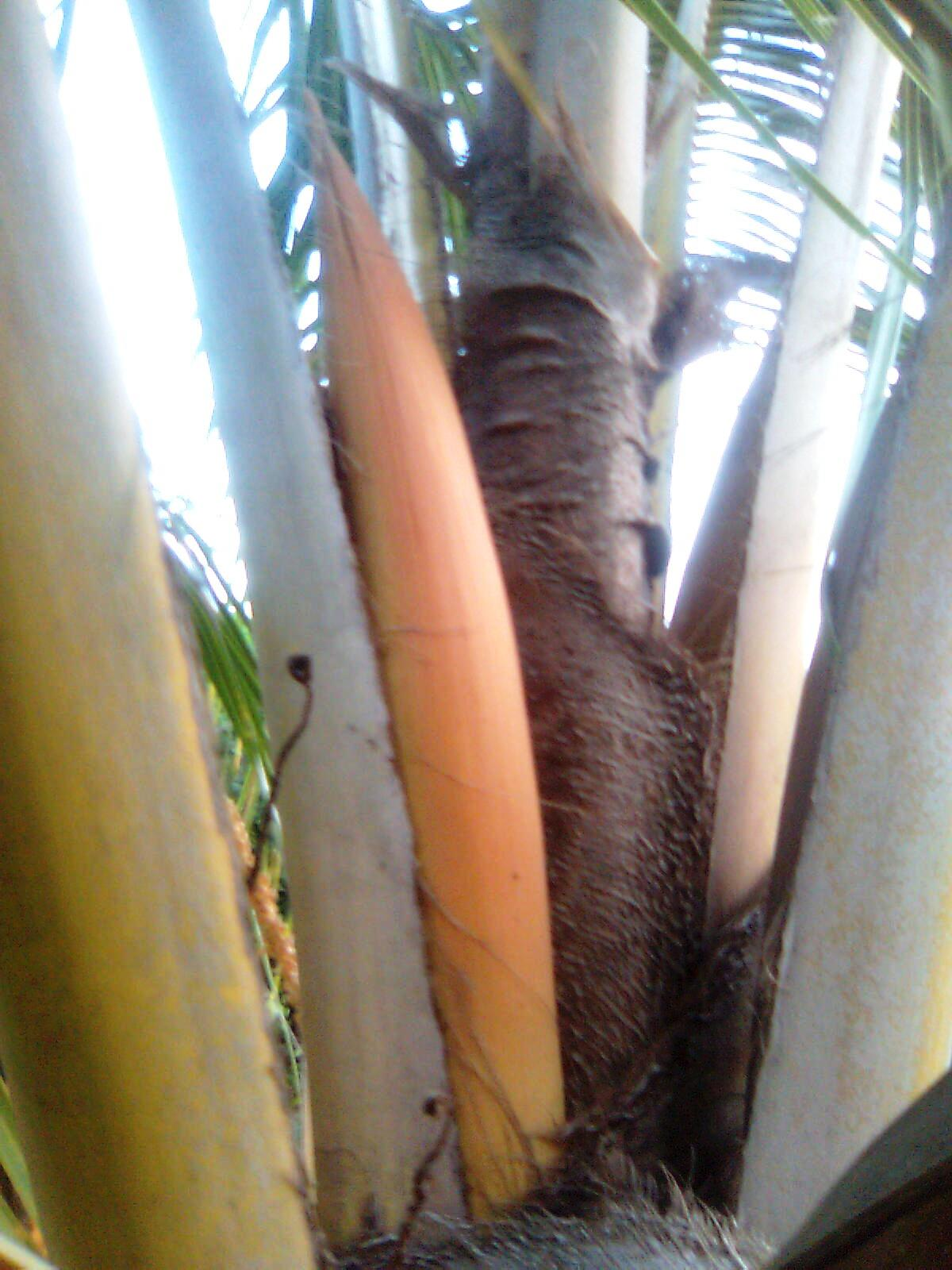
Espata de Cocos nucifera, aún sin florecer.

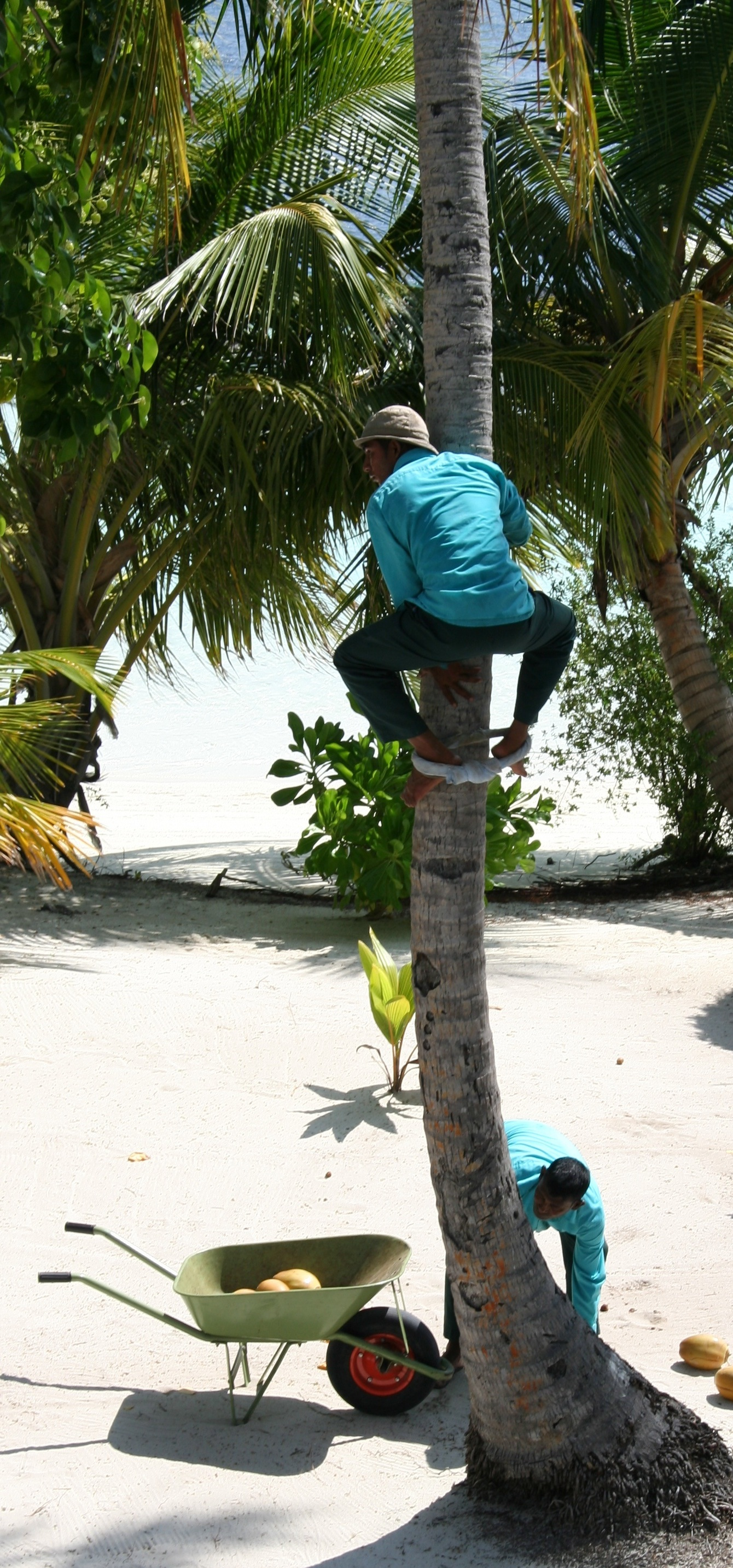
Recolectando coco. Justo tras el cocotero se aprecia un ejemplar joven.

- Cocos indica Royle (1840).
- Cocos nana Griff. (1851).

## Relación con el ser humano
El cocotero se encuentra entre plantas útiles más antiguas y es explotado de múltiples maneras, es usado de forma predilecta como árbol ornamental en playas turísticas. Su pulpa seca se llama copra y contiene un 60-70% de lípidos; de la copra se obtiene aceite, utilizado en la elaboración de margarina y jabón. La madera del cocotero se utiliza para la construcción y sus hojas para techar viviendas rurales. Los habitantes de las Filipinas, Polinesia, Kiribati y las Islas Marshall consumen la savia del cocotero fresca; fermentada, puede conservarse y transformarse en un tipo de bebida alcohólica, conocida como vino de coco.
Las fibras que rodea el fruto del coco se utilizan para hacer cepillos, colchones y cuerdas, el procesamiento de las fibras produce polvo de estopa el cual se utiliza como material de empaque y como aislante. En las islas del Caribe, es habitual abrir las nueces de coco verdes con un machete para extraer el agua del fruto y consumirla como bebida refrescante. El agua de coco interior puede permanecer hasta ocho meses en el fruto cerrado y conservar todas sus cualidades. La cáscara del coco es usada para la fabricación de diversos utensilios como tazas, cucharas y artesanías, además, es usado como sustituto del carbón.

### Cocina
El fruto es apreciado por los diversos usos culinarios que posee, la pulpa blanco suele comerse directamente o rallarse y usarse como condimento, mientras que el agua de coco se consume como bebida refrescante. La leche de coco, no debe confundirse con el agua de coco, se obtiene presionando la carne de coco y se utiliza como un sustituto de la leche y en la preparación de postres, también se suele procesar para generar leche de coco en polvo.
El vinagre de coco se elabora con agua o savia de coco fermentada y se usa mucho en la cocina del sudeste asiático, el aceite de coco se usa comúnmente para freír, puede usarse en forma líquida o en forma sólida similar a la mantequilla. El consumo a largo plazo de aceite de coco puede tener efectos negativos para la salud similares a los del consumo de otras fuentes de grasas saturadas.

### Medicinal
Existe cierta evidencia médica sobre las propiedades medicinales de algunas partes de la planta, en parte se ha confirmado su efectividad como diurético, emoliente, vermífugo, laxante, antiinflamatorio, antioxidante, analgésica, antiartrítica y antibacteriana. La cáscara quemada se emplea como sahumerio en caso de dolor de muelas. Con la pulpa se hace un jarabe pectoral. La decocción del mesocarpio fibroso, en las zonas de origen, se usa como purgante y antihelmíntico.

### Alergia
El aceite de coco puede causar alergia alimentaria, incluida la anafilaxia, el cocamidopropil betaína (CAPB) es un surfactante fabricado a partir del aceite de coco que se usa como ingrediente en productos de higiene personal y cosméticos, el CAPB puede causar una leve irritación de la piel, pero las reacciones alérgicas son raras y probablemente estén relacionadas con las impurezas generadas durante el proceso de fabricación.

### Muerte por coco
Existe cierto riesgo que los cocos que caen de los árboles puedan golpear a las personas y causar lesiones graves en la espalda, el cuello, los hombros y la cabeza, y en ocasiones son mortales. También es posible una muerte súbita cardíaca como resultado de la hiperpotasemia, después de consumir cantidades medianas a grandes de agua de coco, debido a los altos niveles de potasio que contiene.

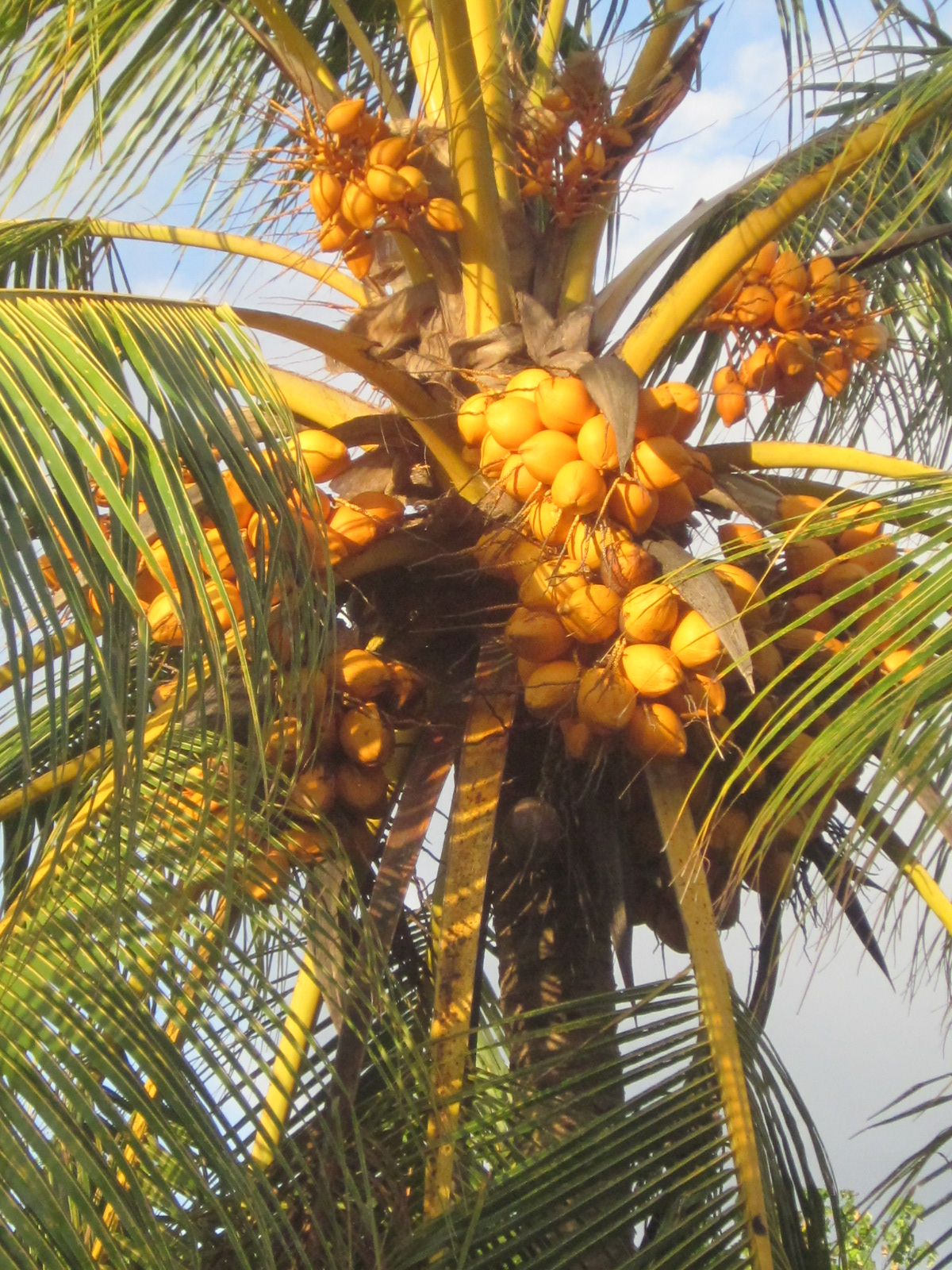
Árbol con cocos

### Cosecha
Uno de los métodos de cosecha más comunes es el método de escalada, la escalada es la más extendida, pero también es más peligrosa, subir árboles manualmente es tradicional en la mayoría de los países, los escaladores empleados en las plantaciones de coco están expuestos al riesgo de una caída y a menudo desarrollan trastornos musculoesqueléticos por las posturas que deben asumir para escalar el árbol. Los métodos modernos usan ascensores hidráulicos montados en tractores o escaleras. En Tailandia y Malasia utilizan macacos de cola de cerdo entrenados para cosechar cocos, desde hace 400 años se ha estado criando y entrenando macacos de cola de cerdo para recoger cocos. La práctica de usar macacos para cosechar cocos fue expuesta en Tailandia por la organización PETA que defiende los derechos de los animales en 2019, lo que resultó en llamadas a boicots en productos de coco.

### Cultura

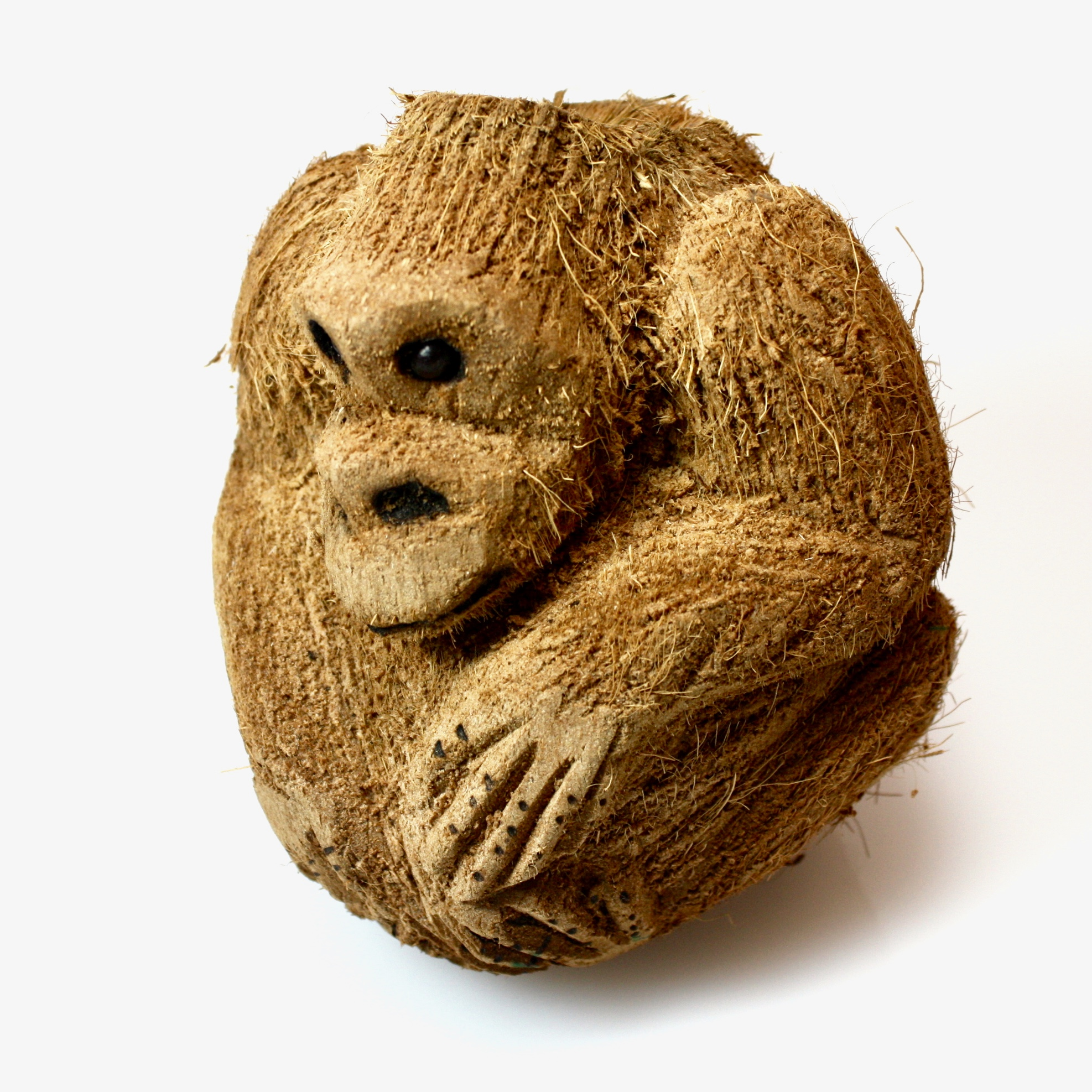
Artesanía con coco

Algunas culturas del sur de Asia, el sudeste de Asia y el Océano Pacífico tienen mitos de origen en los que el coco juega el papel principal, en el mito Hainuwele de islas Molucas, una niña emerge de la flor de un cocotero. En la historia de Sina y la anguila, el origen del coco se relata cuando la hermosa mujer Sina entierra una anguila, que finalmente se convirtió en el primer coco. Según la leyenda urbana, anualmente se producen más muertes por la caída de cocos que por tiburones. En Venezuela es el árbol emblemático del estado Zulia.

### Nombre común
Es conocida como cocotero, coco y palma de coco.

### Producción
Indonesia es líder mundial en su producción (2007) seguido por Filipinas e India. Pollachi y su hinterland es la región cocotera más importante de India. También allí se hallan importantes industrias conexas: Tender Coconut Water, Copra, Coconut Oil, Coconut Cake, Coconut Toddy, Coconut Shell based Products, Coconut Wood based Products, Coconut Leaves, Coir Pith.
| Indonesia | 18 000 000 | F |
| Filipinas | 15 862 386 | P |
| India | 10 560 000 | P |
| Brasil | 2 888 532  | P |
| Sri Lanka | 2 000 000  | F |
| Vietnam | 1 250 000  | F |
| Tailandia | 1 100 000  | F |
| México | 1 050 000  | F |
| Papúa Nueva Guinea | 900 000    | F |
| Malasia | 585 000    | F |
| Birmania | 430 000    | F |
| Colombia | 145 000    | F |
| Total | 59 983 908 | A |
| Significado de las letras: P = dato oficial, F = estimación FAO, A = Agregado (puede incluir oficiales, semioficiales o aproximaciones), |            |   |